# 斯海勒
斯海勒（荷蘭語：Schelle，荷蘭語發音：[ˈsxɛlə] ⓘ）是比利时弗拉芒大區安特衛普省安特衛普區的一个市镇，西北隔斯海尔德河与东佛兰德省相望，通行荷蘭語，是弗拉芒社群的一部分，面积7.80平方千米，人口8,433人（2018年1月1日）。